# Paul Sacher

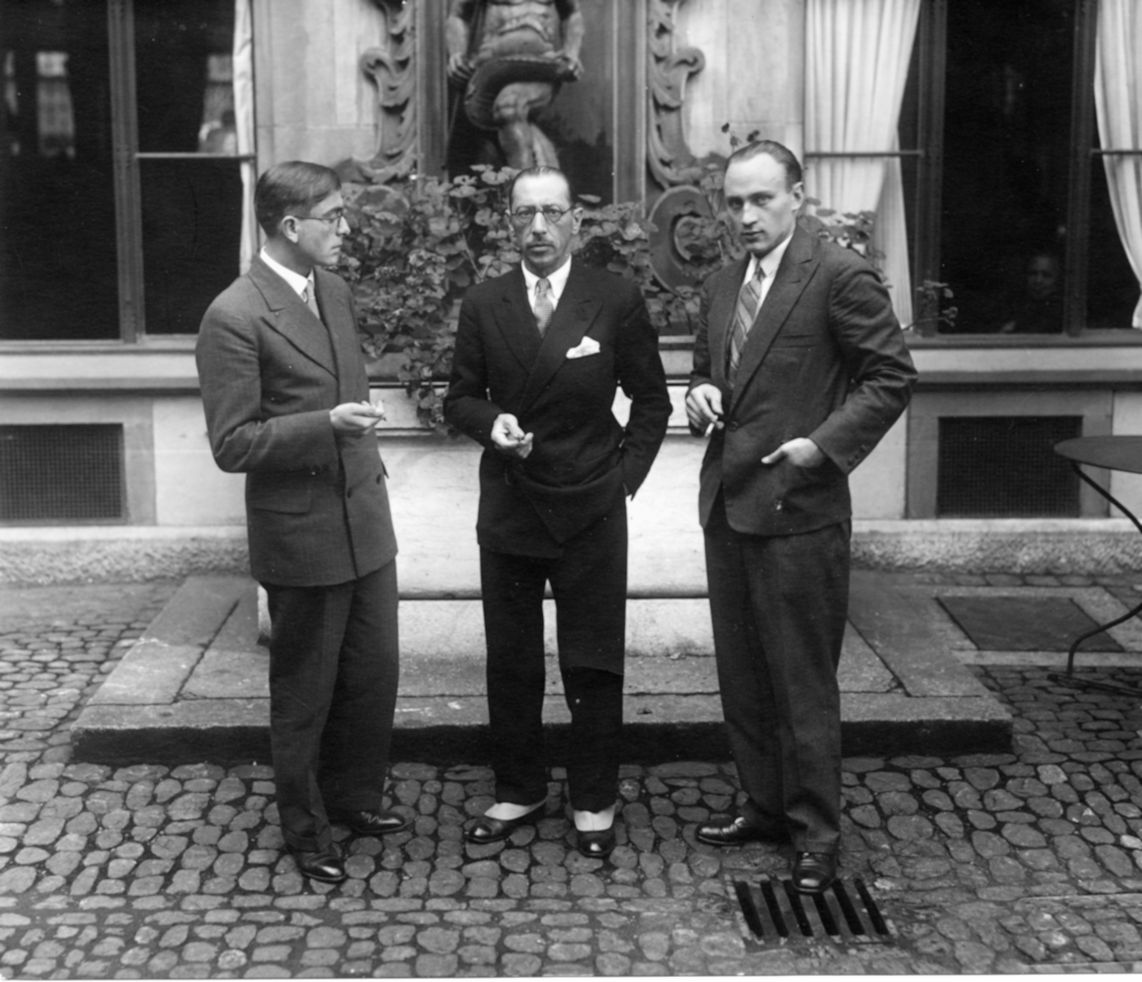
Conrad Beck, Igor Stravinsky och Paul Sacher I Basel, 1930.

Paul Sacher, född 28 april 1906 i Basel, Schweiz, död där 26 maj 1999, var en schweizisk dirigent och impressario.

## Biografi
Sacher studerade bland annat musikvetenskap under Karl Nef och dirigering under Felix Weingartner. Han grundade flera ensembler i hemlandet, framträdde som dirigent vid festspel och gjorde stora insatser för samtida musik, genom beställda verk av bl. a. Béla Bartók och Paul Hindemith.
År 1926 grundade han kammarorkestern Basler Kammerorchester, som specialiserade sig på både modern (1900-talet) och pre-klassisk (mitten av 1700-talet) repertoar. Han framförde mycket framgångsrikt verk av många välkända kompositörer, såsom
- Igor Stravinsky (som gav honom Concerto in D)
- Béla Bartók (Divertimento för stråkar, Sonat för två pianon och slagverk, Stråkkvartett nr 6 och Musik för stråkar, slagverk och Celesta)
- Bohuslav Martinů (många verk inklusive Timpani, Concerto da camera etc.)
- Arthur Honegger (många verk, inklusive hans andra och fjärde symfoni (Deliciae Basilienses)
- Frank Martin (sex verk, inklusive Petite Symphonie Concert)
- Paul Hindemith
- Hans Werner Henze (Sonata per archi)
- Richard Strauss (Metamorphosen für 23 Solostreicher)
- Elliott Carter
- Witold Lutosławski (Sacher Variation, Double Concerto,  etc.)
- Henri Dutilleux (3 Strophes sur le Nom de Sacher och Mystère de l'Direkt)
- Harrison Birtwistle

Pierre Boulez skrev sitt Grawemeyer Award-vinnande verk Sur Incices till Sachers 90-årsdag. Boulez testamenterade hela sin produktion (inklusive utkast) till Paul Sacher Foundation. Henze tillägnad sin tionde symfoni till minne av Sachers, som hade beställt den, men dog innan den var klar.
Sacher anses ha varit världens tredje rikaste man på 1990-talet efter att ha gift sig med arvtagerskan till läkemedelsföretaget Hoffmann-La Roche. Vid tiden för sin död blev han känd i olika publikationer för att vara den rikaste mannen i Europa. År 1997 utnämndes han till hedersdoktor vid Musikhögskolan i Kraków.

## Paul Sacher-stiftelsen
Paul Sacher Stiftung (stiftelse) ligger i centrum av Basel (i Münsterplatz) och förvarar en av världens viktigaste musikaliska handskriftssamlingar. Sacher köpte de flesta av dessa manuskript själv, och de omfattar kompletta samlingar av flera viktiga 1900-talskompositörer (inklusive Lutosławski, Ligeti och Boulez). 